# Ronaldo Bastos
Ronaldo Bastos Ribeiro (Niterói, 21 gennaio 1948) è un compositore e produttore discografico brasiliano.

## Biografia
Insieme a Milton Nascimento, Márcio Borges (musicista), Lô Borges e Fernando Brant, è stato uno dei fondatori del collettivo musicale Clube da Esquina (progetto musicale). 
Negli anni '90 ha fondato l'etichetta musicale Dubas Música.

## Discografia
- 1989 - Cais
- 1994 - Sorte (con Celso Fonseca)
- 1997 - Paradiso (con Celso Fonseca)
- 1999 - Colecionave
- 2001 - Juventude / Slow Motion Bossa Nova (con Celso Fonseca)
- 2006 - Polaroides (con Celso Fonseca)
- 2011 - Liebe Paradiso (con Celso Fonseca)
- 2012 - Nuvem Cigana
- 2016 - Alta Costura